# Турова (потік)
Турова (словац. Turová) — річка; права притока Грону, протікає в окрузі Зволен.
Довжина приблизно 10,3—10,9 км. Витік знаходиться в масиві Флоховський хребет — на висоті приблизно 670 метрів.
Протікає територією сіл Турова і Будча.. Впадає у Грон на висоті приблизно 270—272 метри.